# Wargame
Wargame – seria strategicznych gier czasu rzeczywistego stworzona przez francuskie studio Eugen Systems na systemy Microsoft Windows, Linux oraz OS X. Składa się z trzech części wydanych corocznie przez Focus Home Interactive.

## Gry z serii
| Gra                     | GameRankings | Metacritic |
| ----------------------- | ------------ | ---------- |
| Wargame: Zimna wojna    | 82,40%       | 81/100     |
| Wargame: AirLand Battle | 81%          | 80/100     |
| Wargame: Red Dragon     | 70%          | 77/100     |

### Wargame: Zimna wojna
Pierwszą część serii wydano 23 lutego 2012. Została wyprodukowana przez Eugen Systems i wydana przez Focus Home Interactive. Akcja gry została osadzona w czasach zimnej wojny, jej wydarzenia mają miejsce w latach 1975-1985. W grze zawarty został tryb gry wieloosobowej umożliwiający grę przez Internet

### Wargame: AirLand Battle
Wargame: AirLand Battle została wydana 29 maja 2013. Akcja gry rozgrywa się w latach 1975–1985 na terenach Europy Północnej. Gra została oparta na trzeciej wersji silnika graficznego Iriszoom.

### Wargame: Red Dragon
Wargame: Red Dragon została wydana 17 kwietnia 2014. Akcja gry rozgrywa się w latach 1975-1991 na terenach Azji Wschodniej. W grze zostały wprowadzone jednostki morskie. Gra została oparta na czwartej wersji silnika graficznego Iriszoom.